# Сяо Жотен
Сяо Жотен (кит.: 邹敬园 Xiao Ruoteng нар. 30 січня 1996) — китайський гімнаст, бронзовий призер в командній першості, срібний призер в багатоборстві та бронзовий призер у вільних вправах Олімпійських ігор 2020, триразовий чемпіон світу.

## Спортивна кар'єра
Спортивною гімнастикою займається з п'яти років.

#### 2016
На тренуванні перед Олімпійськими іграми 2016 в Ріо-де-Жанейро, Бразилія, отримав складну травму ліктя, через яку змушений був пропустити змагання чотириліття. Відновлення займало біля року, протягом якого розглядав можливість завершення кар'єри, але завдяки підтримці багатьох людей вирішив залишитися у спорті.

#### 2021
Після перемоги на чемпіонаті Китаю в багатоборстві, на олімпійському випробовуванні не виконував вправу на кільцях в багатоборстві, тому завершив змагання на п'ятій сходинці, здобувши перемогу на вільних вправах, а також бронзу на коні. Рішенням тренерського штабу включено до складу збірної на Олімпійські ігри 2020 у Токіо, Японія.

## Результати на турнірах
| Рік  | Змагання                         | КБ  | ІБ | Вільні вправи | Кінь | Кільця | Опорний стрибок | Паралельні бруси | Перекладина |
| ---- | -------------------------------- | --- | -- | ------------- | ---- | ------ | --------------- | ---------------- | ----------- |
| 2015 | Кубок світу в Сан-Паулу          |     |    |               | 1    |        |                 |                  | 1           |
| 2015 | Чемпіонат Азії                   | 2   |    |               | 2    |        |                 |                  |             |
| 2015 | Чемпіонат світу                  | 3   | 9  |               |      |        |                 |                  |             |
| 2017 | Кубок світу в Досі               |     |    |               | 2    |        |                 |                  | 1           |
| 2017 | Чемпіонат Азії                   | 1   | 1  | 2             | 1    |        |                 |                  | 2           |
| 2017 | Чемпіонат світу                  | Н/Д | 1  |               | 3    |        |                 |                  |             |
| 2018 | Кубок світу в Досі               |     |    |               |      |        |                 | 2                | 6           |
| 2018 | Азійські ігри                    | 1   | 3  | 6             |      |        |                 | 2                | 3           |
| 2018 | Чемпіонат світу                  | 1   | 2  |               | 1    |        |                 |                  | 7           |
| 2019 | Кубок світу в Досі               |     |    | 7             |      |        |                 |                  |             |
| 2019 | Чемпіонат світу                  | 2   | 4  | 3             |      |        |                 | 4                |             |
| 2020 | Чемпіонат Китаю                  |     | 2  | 5             | 2    | 5      |                 |                  |             |
| 2021 | Чемпіонат Китаю                  | 5   | 1  | 7             | 4    |        |                 |                  |             |
| 2021 | Олімпійське випробовування Китаю |     | 5  | 1             | 3    | -      | 2               |                  |             |
| 2021 | Олімпійські ігри                 | 3   | 2  | 3             |      |        |                 |                  |             |
| 2024 | Олімпійські ігри                 | 2   | 3  |               |      |        |                 |                  |             |